# NN-252
La carretera NN‑252 es una vía departamental secundaria ubicada en el departamento de Matagalpa, en el municipio de Río Blanco. Conecta la comunidad El Carmen con la comunidad Caño Blanco, mejorando el acceso rural y las condiciones de transporte agrícola. Fue inaugurada en 2024 como parte del plan nacional de ampliación de la red vial rural.

## Trazado y cruces
La siguiente tabla muestra su recorrido, localidades y principales conexiones:
| km    | Localidad            | Departamento | Conexión / Ruta |
| ----- | -------------------- | ------------ | --------------- |
| 0.0   | El Carmen            | Matagalpa    |                 |
| 5.1   | Comunidad intermedia | Matagalpa    |                 |
| 10.26 | Caño Blanco          | Matagalpa    |                 |

## Coordenadas
Uno de los tramos de la NN‑252 puede encontrarse en las coordenadas: 12°55′44″N 85°14′08″O / 12.9290, -85.2355